# Volta a Múrcia 2019
La Volta a Múrcia 2019, 39a edició de la Volta a Múrcia, es disputà entre el 15 i el 16 de febrer de 2019. La cursa es dividí en dues etapes, una cosa que no succeïa des de l'edició del 2012.
El vencedor final fou Luis León Sánchez (Astana Qazaqstan Team), que repetí la victòria de l'any anterior, i novament seguit per Alejandro Valverde (Movistar Team). Peio Bilbao (Astana Qazaqstan Team) completà el podi.

## Equips participants
En la cursa hi van prendre part 18 equips 
| WorldTeams (6)- Astana - Movistar Team - Mitchelton-Scott - CCC Team - Katusha-Alpecin - Bora-hansgrohe Equips continentals professionals (10)- Roompot-Charles - Burgos-BH - Sport Vlaanderen-Baloise - Cofidis, Solutions Crédits - Rally UHC Cycling - Caja Rural-Seguros RGA - Euskadi Basque Country-Murias - Gazprom-RusVelo - Direct Énergie - Wanty-Groupe Gobert Equips continentals (2)- Kometa - Fundación Euskadi |
| |

## Etapes
| Etapa    | Data      | Ciutats d'etapa    | type                    | Distància (km) | Vencedor de l'etapa           | Líder de la general           |
| -------- | --------- | ------------------ | ----------------------- | -------------- | ----------------------------- | ----------------------------- |
| 1a etapa | 15 de feb | Iecla – San Javier | etapa accidentada       | 188,8          | Peio Bilbao López de Armentia | Peio Bilbao López de Armentia |
| 2a etapa | 16 de feb | Beniel – Múrcia    | etapa de mitja muntanya | 177,3          | Luis León Sánchez Gil         | Luis León Sánchez Gil         |

### Etapa 1
| \| Classificació de l'etapa \| Classificació de l'etapa \| Classificació de l'etapa \| Classificació de l'etapa \| Classificació de l'etapa \| \| Corredor \| Corredor \| Equip \| Temps \| \| \| ------------------------ \| ----------------------------- \| ------------------------ \| ------------------------ \| ------------------------ \| \| 1r \| Peio Bilbao López de Armentia \| Astana \| 4h 15' 02" \| \| \| 2n \| Omar Fraile Matarranz \| Astana \| + 3" \| \| \| 3r \| Luis León Sánchez Gil \| Astana \| + 3" \| \| \| 4t \| Alejandro Valverde Belmonte \| Movistar Team \| + 3" \| \| \| 5è \| Patrick Konrad \| Bora-Hansgrohe \| + 3" \| \| \| 6è \| Jakob Fuglsang \| Astana \| + 3" \| \| \| 7è \| Matteo Trentin \| Mitchelton-Scott \| + 9" \| \| \| 8è \| Jean-Pierre Drucker \| Bora-Hansgrohe \| + 9" \| \| \| 9è \| Marco Haller \| Katusha-Alpecin \| + 9" \| \| \| 10è \| Thomas Boudat \| Direct Énergie \| + 9" \| \| |                               |                  |            |
| |                               |                  |            |
| Font: ProCyclingStats |                               |                  |            |
| Classificació de l'etapa |                               |                  |            |
| Corredor | Corredor                      | Equip            | Temps      |
| 1r | Peio Bilbao López de Armentia | Astana           | 4h 15' 02" |
| 2n | Omar Fraile Matarranz         | Astana           | + 3"       |
| 3r | Luis León Sánchez Gil         | Astana           | + 3"       |
| 4t | Alejandro Valverde Belmonte   | Movistar Team    | + 3"       |
| 5è | Patrick Konrad                | Bora-Hansgrohe   | + 3"       |
| 6è | Jakob Fuglsang                | Astana           | + 3"       |
| 7è | Matteo Trentin                | Mitchelton-Scott | + 9"       |
| 8è | Jean-Pierre Drucker           | Bora-Hansgrohe   | + 9"       |
| 9è | Marco Haller                  | Katusha-Alpecin  | + 9"       |
| 10è | Thomas Boudat                 | Direct Énergie   | + 9"       |

| \| Classificació general \| Classificació general \| Classificació general \| Classificació general \| Classificació general \| \| Corredor \| Corredor \| Equip \| Temps \| \| \| --------------------- \| ----------------------------- \| --------------------- \| --------------------- \| --------------------- \| \| 1r \| Peio Bilbao López de Armentia \| Astana \| 4h 15' 02" \| \| \| 2n \| Omar Fraile Matarranz \| Astana \| + 3" \| \| \| 3r \| Luis León Sánchez Gil \| Astana \| + 3" \| \| \| 4t \| Alejandro Valverde Belmonte \| Movistar Team \| + 3" \| \| \| 5è \| Patrick Konrad \| Bora-Hansgrohe \| + 3" \| \| \| 6è \| Jakob Fuglsang \| Astana \| + 3" \| \| \| 7è \| Matteo Trentin \| Mitchelton-Scott \| + 9" \| \| \| 8è \| Jean-Pierre Drucker \| Bora-Hansgrohe \| + 9" \| \| \| 9è \| Marco Haller \| Katusha-Alpecin \| + 9" \| \| \| 10è \| Thomas Boudat \| Direct Énergie \| + 9" \| \| |                               |                  |            |
| |                               |                  |            |
| Font: ProCyclingStats |                               |                  |            |
| Classificació general |                               |                  |            |
| Corredor | Corredor                      | Equip            | Temps      |
| 1r | Peio Bilbao López de Armentia | Astana           | 4h 15' 02" |
| 2n | Omar Fraile Matarranz         | Astana           | + 3"       |
| 3r | Luis León Sánchez Gil         | Astana           | + 3"       |
| 4t | Alejandro Valverde Belmonte   | Movistar Team    | + 3"       |
| 5è | Patrick Konrad                | Bora-Hansgrohe   | + 3"       |
| 6è | Jakob Fuglsang                | Astana           | + 3"       |
| 7è | Matteo Trentin                | Mitchelton-Scott | + 9"       |
| 8è | Jean-Pierre Drucker           | Bora-Hansgrohe   | + 9"       |
| 9è | Marco Haller                  | Katusha-Alpecin  | + 9"       |
| 10è | Thomas Boudat                 | Direct Énergie   | + 9"       |

### Etapa 2
| \| Classificació de l'etapa \| Classificació de l'etapa \| Classificació de l'etapa \| Classificació de l'etapa \| Classificació de l'etapa \| \| Corredor \| Corredor \| Equip \| Temps \| \| \| ------------------------ \| ----------------------------- \| ----------------------------- \| ------------------------ \| ------------------------ \| \| 1r \| Luis León Sánchez Gil \| Astana \| 4h 14' 33" \| \| \| 2n \| Alejandro Valverde Belmonte \| Movistar Team \| + 0" \| \| \| 3r \| Matteo Trentin \| Mitchelton-Scott \| + 13" \| \| \| 4t \| Patrick Konrad \| Bora-Hansgrohe \| + 13" \| \| \| 5è \| Peio Bilbao López de Armentia \| Astana \| + 13" \| \| \| 6è \| Óscar Rodríguez Garaicoechea \| Euskadi Basque Country-Murias \| + 13" \| \| \| 7è \| José Herrada López \| Cofidis, Solutions Crédits \| + 13" \| \| \| 8è \| Jakob Fuglsang \| Astana \| + 16" \| \| \| 9è \| Omar Fraile Matarranz \| Astana \| + 16" \| \| \| 10è \| Serguei Txernetski \| Caja Rural-Seguros RGA \| + 1' 29" \| \| |                               |                               |            |
| |                               |                               |            |
| Font: ProCyclingStats |                               |                               |            |
| Classificació de l'etapa |                               |                               |            |
| Corredor | Corredor                      | Equip                         | Temps      |
| 1r | Luis León Sánchez Gil         | Astana                        | 4h 14' 33" |
| 2n | Alejandro Valverde Belmonte   | Movistar Team                 | + 0"       |
| 3r | Matteo Trentin                | Mitchelton-Scott              | + 13"      |
| 4t | Patrick Konrad                | Bora-Hansgrohe                | + 13"      |
| 5è | Peio Bilbao López de Armentia | Astana                        | + 13"      |
| 6è | Óscar Rodríguez Garaicoechea  | Euskadi Basque Country-Murias | + 13"      |
| 7è | José Herrada López            | Cofidis, Solutions Crédits    | + 13"      |
| 8è | Jakob Fuglsang                | Astana                        | + 16"      |
| 9è | Omar Fraile Matarranz         | Astana                        | + 16"      |
| 10è | Serguei Txernetski            | Caja Rural-Seguros RGA        | + 1' 29"   |

## Classificació general
| \| Classificació general \| Classificació general \| Classificació general \| Classificació general \| Classificació general \| \| Corredor \| Corredor \| Equip \| Temps \| \| \| --------------------- \| ----------------------------- \| ----------------------------- \| --------------------- \| --------------------- \| \| 1r \| Luis León Sánchez Gil \| Astana \| 8h 29' 38" \| \| \| 2n \| Alejandro Valverde Belmonte \| Movistar Team \| + 0" \| \| \| 3r \| Peio Bilbao López de Armentia \| Astana \| + 10" \| \| \| 4t \| Patrick Konrad \| Bora-Hansgrohe \| + 13" \| \| \| 5è \| Omar Fraile Matarranz \| Astana \| + 16" \| \| \| 6è \| Jakob Fuglsang \| Astana \| + 16" \| \| \| 7è \| Matteo Trentin \| Mitchelton-Scott \| + 19" \| \| \| 8è \| José Herrada López \| Cofidis, Solutions Crédits \| + 19" \| \| \| 9è \| Óscar Rodríguez Garaicoechea \| Euskadi Basque Country-Murias \| + 19" \| \| \| 10è \| Serguei Txernetski \| Caja Rural-Seguros RGA \| + 1' 35" \| \| \| 11è \| Aimé De Gendt \| Wanty-Gobert \| + 1' 39" \| \| \| 12è \| Nick van der Lijke \| Roompot-Charles \| + 1' 39" \| \| \| 13è \| Mathias Le Turnier \| Cofidis, Solutions Crédits \| + 1' 39" \| \| \| 14è \| Thomas Sprengers \| Sport Vlaanderen-Baloise \| + 1' 39" \| \| \| 15è \| Antonio Jesús Soto \| Fundación Euskadi \| + 1' 39" \| \| |                               |                               |            |
| |                               |                               |            |
| Font: ProCyclingStats |                               |                               |            |
| Classificació general |                               |                               |            |
| Corredor | Corredor                      | Equip                         | Temps      |
| 1r | Luis León Sánchez Gil         | Astana                        | 8h 29' 38" |
| 2n | Alejandro Valverde Belmonte   | Movistar Team                 | + 0"       |
| 3r | Peio Bilbao López de Armentia | Astana                        | + 10"      |
| 4t | Patrick Konrad                | Bora-Hansgrohe                | + 13"      |
| 5è | Omar Fraile Matarranz         | Astana                        | + 16"      |
| 6è | Jakob Fuglsang                | Astana                        | + 16"      |
| 7è | Matteo Trentin                | Mitchelton-Scott              | + 19"      |
| 8è | José Herrada López            | Cofidis, Solutions Crédits    | + 19"      |
| 9è | Óscar Rodríguez Garaicoechea  | Euskadi Basque Country-Murias | + 19"      |
| 10è | Serguei Txernetski            | Caja Rural-Seguros RGA        | + 1' 35"   |
| 11è | Aimé De Gendt                 | Wanty-Gobert                  | + 1' 39"   |
| 12è | Nick van der Lijke            | Roompot-Charles               | + 1' 39"   |
| 13è | Mathias Le Turnier            | Cofidis, Solutions Crédits    | + 1' 39"   |
| 14è | Thomas Sprengers              | Sport Vlaanderen-Baloise      | + 1' 39"   |
| 15è | Antonio Jesús Soto            | Fundación Euskadi             | + 1' 39"   |

## Evolució de les classificacins
| Etapa                  | Vencedor               | Classificació general | Classificació de la muntanya | Classificació per punts | Classificació de les metes volants | Classificació per equips |
| ---------------------- | ---------------------- | --------------------- | ---------------------------- | ----------------------- | ---------------------------------- | ------------------------ |
| 1                      | Pello Bilbao           | Pello Bilbao          | Rubén Fernández              | Pello Bilbao            | Nuno Bico                          | Astana                   |
| 2                      | Luis León Sánchez      | Luis León Sánchez     | Jakob Fuglsang               | Luis León Sánchez       | Robin Carpenter                    | Astana                   |
| Classificacions finals | Classificacions finals | Luis León Sánchez     | Jakob Fuglsang               | Luis León Sánchez       | Robin Carpenter                    | Astana                   |